# Taoughazout
Taoughazout est un village relevant de la commune de Frenda, une des communes de la wilaya de Tiaret en Algérie.

## Géographie
Le village de Taoughazout se trouve à huit kilomètres de la commune de Frenda. Il se situe sur un éperon rocheux qui domine les plaines de l'Oranie sur le djebel Ounsellem. Elle fait face au djebel Boughachoua et au djebel Toumiat et d'Al Gaada. Non loin se trouve le barrage de Frenda qui s’étale à proximité de terres irriguées. Taoughazout se présente comme un creuset fertile partiellement entouré de pentes raides qui comptent de nombreuses grottes utilisées jadis comme habitats troglodytiques.

## Toponymie
Taoughazout vient de la racine berbère [GHZ] qui renvoie de manière générale à l'idée de "creuser" et qui pourrait signifier dans ce cas là "un creuset dans une montagne, une terre d'alluvions fertile ou une parcelle de terre creusée par un cours d'eau".

## Histoire
Les grottes de Taoughazout ont probablement constitué durant la Préhistoire des habitats troglodytiques favorables au développement d'une société humaine vivant de la chasse et la cueillette. La typologie du lieu offrait un refuge naturel à ces populations et l’abondance des eaux surtout, mais aussi la diversité de la faune et de la flore favorisaient leur installation.
Durant l’Antiquité, nous savons à travers les témoignages des historiens de l’époque comme Strabon et Tite-Live que les Massaesyles, un peuple numide, occupaient la partie occidentale de l'Algérie. Le roi Massinissa, allié des Romains, annexa le territoire des Massaesyles après avoir vaincu leur roi Syphax lors de la bataille des Grandes Plaines en 203 (AEC). Il unifia ensuite la Numidie et le pays connut une relative période de stabilité jusqu'à l'avènement de Jugurtha. 
Après la conquête romaine de l'Afrique du Nord, et plus particulièrement à l’époque de l’empereur romain Septime Sévère (193-211), les Romains étendirent leur présence dans l’arrière-pays et intégrèrent la région de Frenda. Leur installation fut favorisée par l’abondance des sources d’eau et les bois que fournissait la montagne d'El Gaâda. Les garnisons romaines stationnées sur place édifièrent les limes qui constituaient un système défensif reliant entre autres Frenda à Taoughazout et Aïn Kermès dans un ouvrage plus général censé protéger les frontières méridionales de la province romaine de Maurétanie césarienne des incursions des Maures.
Au Moyen Âge, la tribu berbère zénète des Toudjines envahit le Tell et poussa sa conquête jusqu’au l’Ouarsenis et Médéa, la région de Frenda vit l’installation des Idlelten, une des branches de cette puissante tribu guerrière. 
De 1375 à 1378, les habitants de Taoughazout accueillirent le sociologue musulman Ibn Khaldoun alors pourchassé par ses ennemis, il y trouve un refuge auprès des Berbères et se consacre à l'élaboration de ses deux grands ouvrages, à savoir les Prolégomènes et le Livre des exemples qui furent principalement rédigés pendant les quatre années passées dans les grottes de Taoughazout.
Selon Ibn Khaldoun, Taoughazout était aussi connue au Moyen Âge sous le nom de Qalâat béni Salama, car elle abritait une citadelle qui fut construite par Salam ben Ali ben Nasr ben Soultane ben Aïssa, chef des Idlelten, une branche de la grande tribu des Toudjines. Les descendants de Salam (Les Salamas) bien que berbères, prétendirent descendre de la tribu arabe des Bénou Sulaym dans un but politico-religieux de légitimation de leur domination sur les Idlelten,,.